# Ivica Vastić
Ivica Vastić (Split, 29. rujna 1969.) je austrijski nogometni trener i umirovljeni nogometaš hrvatskog porijekla. 
Igrao je godinama za SK Sturm Graz i s njima je dvaput postao osvajač prvenstva Austrije. 1998. godine Vastić je sa sa reprezentacijom Austrije sudjelovao na svjetskom prvenstvu u Francuskoj.
Ivica Vastić sin je nogomataša Hajduka Bogdana Vastića, odrastao je u Splitu i bio je stručno obrazovan u brodogradnji. Karijeru je počeo 1991. u RNK Splitu.

## Vastić u Hajduku
Za Hajduk je odigrao 4 prijateljske utakmice

## Reprezentativna karijera
Na Europskom prvenstvu u nogometu - Austrija i Švicarska 2008. bio je najstariji igrač s postignutim golom.